# Dilip Doshi
Dilip Rasiklal Doshi (Gujarati દિલીપ રસિકલાલ દોશી; * 22. Dezember 1947 in Rajkot, Indien; † 23. Juni 2025 in London, Vereinigtes Königreich) war ein indischer Cricketspieler, der zwischen 1979 und 1983 für die indische Nationalmannschaft spielte.

## Aktive Karriere
Doshi gab sein First-Class-Debüt in der Saison 1968/69 und spielte in der Folge für Bengal. Ab 1973 absolvierte er ebenso Spiele für Nottinghamshire in der englischen County Championship. DOch schaffte er zunächst nicht den nationalen Durchbruch, auch weil Bishan Singh Bedi in der Nationalmannschaft gesetzt war. So dauerte es bis zum September 1979 bevor er gegen Australien sein Test-Debüt gab und dabei 6 Wickets für 103 Runs erzielte. Von da an war er im Team gesetzt und erreichte im fünften Test der Serie fünf (5/74) und im sechsten Spiel insgesamt acht Wickets (5/43 & 3/60). Daraufhin kam Pakistan nach Indien, wobei ihm zwei Mal drei Wickets (3/102, 3/52) gelangen. Im Dezember 1980 gab er sein ODI-Debüt bei einem Drei-Nationen-Turnier in Australien. Dabei erzielte er drei Wickets (3/32) gegen den  Gastgeber und später im Turnier vier Wickets (4/30) gegen Neuseeland. In der folgenden Test-Serie in Australien erreichte er zwei Mal drei Wickets (3/146 & 3/49) im zweiten Test und weitere drei Wickets (3/109) im dritten Spiel der Serie. Dabei spielte er im dritten Tests mit einem gebrochenen Zeh. Im Jahr darauf folgte eine Test-Serie gegen England, wo er im ersten Test ein Five-for (5/39) und im fünften (4/69) und sechsten Spiel jeweils vier Wickets (4/81) erzielte. Im Juni 1982 folgte der  Gegenbesuch in England, wo er im zweiten Test sechs (6/102) und vier Wickets (4/175) im dritten Spiel der Serie erzielte. Daraufhin kam Sri Lanka nach Indien, wobei ihm insgesamt acht Wickets (5/85 & 3/147) im Tests und vier Wickets (4/44) in den ODIs. Für letzteres wurde er als Spieler des Spiels ausgezeichnet. Seine letzte Saison im Nationalteam war in 1982/83, wo er in Pakistan noch einmal fünf Wickets (5/90) im ersten Test. Dies war seine letzte Tour, da er nicht damit einverstanden war wie das Nationalteam organisiert war. Sein letztes First-Class-Spiel absolvierte er in der Saison 1986.

## Nach der aktiven Karriere
Nach seinem Rücktritt zog er nach England, wo er zunächst in Nottingham und später in London lebte. Dort eröffnete er ein Geschäft, wo er unter anderem Luxusartikel importierte. Im Juni 2025 verstarb er im Alter von 77 Jahren.